# محمد خالد حنش
محمد خالد حنش (ولد في 9 نوفمبر 1995 في المنامة، البحرين) لاعب كرة قدم بحريني يجيد اللعب في مركز الوسط المدافع. يلعب حاليا لصالح البديع البحريني منذ 2021.